# Sesma de Jabaloyas

Sesma de Bronchales
Sesma de Villar del Cobo
Sesma de Frías de Albarracín
Sesma de Jabaloyas

La Sesma de Jabaloyas era una de les 4 sesmas de la Comunitat d'Albarrasí (Bronchales, Frías d'Albarrasí, Villar del cobo i Jabaloyas). Aquestes eren unes divisions administratives realitzades al segle xiv amb la intenció de millorar l'administració i funcionament dels pobles de la comunitat d'Albarrasí. Es van crear amb la finalitat de fer més eficaç la recaptació de tributs i millorar l'aprofitament dels boscos i prats.
La sesma de Jabaloyas va estar vigent des de la seva creació l'any 1395 fins a la creació de l'actual província de Terol en 1833. Aquesta sesma estava formada pels següents municipis:
Municipis de la Sesma de Jabaloyas
- Jabaloyas
- Terrient
- Saldón
- Valdecuenca
- Toril y Masegoso
- Bezas